# Peter-Paul Manzel
Peter-Paul Manzel (* 15. November 1953 in Bochum) ist ein deutscher Naturwissenschaftler und Buchautor.

## Leben
Nach dem Abitur 1973 studierte Manzel Vermessungswesen sowie Mathematik und Geographie auf Lehramt in Berlin, später auch Kunstpädagogik in Bremen. Für die drei Fächer erwarb er die Lehrbefähigung für das Gymnasium Sek. I und Sek. II. In Bremen promovierte er am Alfred-Wegener-Institut in Polargeographie.
Danach war Manzel Dozent am Fachgebiet Physische Geographie an der Universität Bremen, zwischenzeitlich auch an der Universität Erlangen. Er hielt Lehrveranstaltungen u. a. zu Statistik für Geographen, Internet und Geographie ab. Ab 2002 arbeitete er als Lehrer für Mathematik, Erdkunde und Kunst an einer Gesamtschule in Pfungstadt, von 2009 bis 2012 am Colegio Aleman Alexander v. Humboldt in Mexiko D.F. Danach wechselte er an die Gerhart-Hauptmann-Schule in Griesheim. Nach seiner Pensionierung arbeitet er noch an der Georg-Büchner Schule in Darmstadt und am Gymnasium Gernsheim in Gernsheim. Er betreibt die Informationswebsite Welterklärer – Was die Welt im Innersten zusammenhält, u. a. zu seinem Forschungsprojekt SoftGene.

## Forschung
Manzel sieht die Kosmoökologie als Versuch, das Ökosystem Erde als eingebettet in Raum und Zeit zu betrachten, das nicht an den Grenzen der Atmosphäre endet, sondern durch Sonne, Mond und anderer kosmischen Phänomene wie Asteroideneinschläge maßgeblich beeinflusst wurde und wird. 2007/08 hielt er die Lehrveranstaltung Gene, Meme und Geschichte als Versuch, die Geschichtswissenschaften auf das Fundament naturwissenschaftlicher Grundlagen zu stellen, insbesondere auf die der Theorie der Evolution. Dafür entwickelte er den Begriff der SoftGene.

## Publikationen
- ChatGPT: - was uns eine KI über Ratten in der Stadt erzählen kann, Amazon Publishing (Selbstverlag), 2023.
- Planet Erde. Europäische Verlagsanstalt, Hamburg 2006.
- Relativitätstheorie. Europäische Verlagsanstalt, Hamburg 2005.
- Von Gott und der Welt – Das Evangelium der Naturwissenschaften. Europäische Verlagsanstalt, Hamburg 2002.
- Zusammen mit H. Junk: Kampfkunst und Gewaltprävention aus der Sicht eines Aikido-Meisters und eines Psychologen. In: Andreas Böttger (Hrsg.): Jugendgewalt – und kein Ende? Hintergründe – Perspektiven – Gegenstrategien. Landesstelle Jugendschutz Niedersachsen 1999.
- Gesunder Schlaf.  Mosaik-Verlag, München 1999.